# جوسيبا أرياغا
جوسيبا أرياغا (بالإسبانية: Joseba Arriaga) (28 يوليو 1982 بإيرموا في إسبانيا - ) هو لاعب كرة قدم إسباني في مركز الهجوم. شارك مع منتخب إسبانيا تحت 21 سنة لكرة القدم. أما مع النوادي، فقد لعب مع أتلتيك بيلباو ب وأتلتيك بيلباو وخيمناستيك طركونة وديبورتيفو ألافيس وريال خاين ونادي أموريبايتا ونادي إيبار ونادي باراكالدو ونادي باسكونيا ونادي سبتة ونادي غوادالاخارا ونادي قادش ونادي لاس بالماس.

## روابط خارجية
- جوسيبا أرياغا على موقع قاعدة بيانات كرة القدم.إي يو (الإنجليزية)
- جوسيبا أرياغا على موقع Soccerway.com (الإنجليزية)